# Radicali Italiani
Radicali Italiani (RI), "Italienska radikaler", är ett liberalt politiskt parti i Italien, grundat den 14 juli 2001. Partiet är medlem i Liberala internationalen och Alliansen liberaler och demokrater för Europa (ALDE). Partiet har sina rötter i Partito Radicale. Emma Bonino är en av frontfigurerna.